# 主演
主演（しゅえん）は、映画・演劇などで、主要な役を演じること、またはその役者である。

## 主役
「主役」と関連した概念であり、「主役」が役のことであるのに対し、「主演」は（第一義的には）それを演じることである。すなわち、「主演する」と動詞で使うか、「主演俳優」・「主演男優」・「主演女優」のように役者を表す言葉を修飾する。ただし、それを担当する主演俳優のことも単に主演ということができる。なお、「主役」は「パーティの主役」などのような比喩表現にも使うが、それになることは主演とは言わない。

## 複数主演
多くの場合、一作品につき一人の俳優が「主演」または「主役」とみなされ、主役に主にからむ俳優を「相手役」と呼ぶことが多い。「ダブル主演」などといわれる作品で、2人の主演がほぼ同列で描かれる作品もある。それ以上の人数が主演相当となっている作品もあるが、3人以上の登場人物が同列に描かれると作品が散漫になるため、おのずと一人に焦点が絞られることになる。

## 主演を演じる俳優
主演俳優には、基本的に相応のキャリアと高度な演技力が要求されるが、知名度や人気のみを元に主演に起用する場合も多く見られる。売り出し中のタレントをあえて主演に据えることで、作品とタレント双方の話題性を上げようと意図される場合もある。
キャリアの中で、ほぼ主役しか演じないようになる俳優やタレントもいる。そのような人物の主演起用は安定性のある作品につながるので、次々とに主演作が増えていく傾向がある。また、そのような「大物」などといわれる俳優が、ある作品で端役を演じたり、ゲスト出演・友情出演・特別出演などのカメオ出演をしたりすると、逆の意味でその作品の話題づくりにつながる。

## 主演と主人公
基本的には主演といわれる俳優の役は主人公である。しかし、近年では主演といわれる俳優の役が必ずしも主人公とは限らず、別の人物が主人公である作品もある。